# کردها-ایزدی‌ها
کردها-ایزدی‌ها (ارمنی: Քրդեր-Եզդիներ؛) یک فیلم سینمایی درام سیاه و سفید ۵۲ دقیقه‌ای محصول سال ۱۹۳۲ کشور ارمنستان شوروی به کارگردانی آماسیا مارتیروسیان،  و نویسندگی پاتواکان بارخوداریان و گورگن بالاسانیان است.

## داستان فیلم
در مورد تشکیل یک مزرعه جمعی در یک روستای کردنشین می‌باشد.

## بازیگران
- هراچیا نرسیسیان - در نقش جلال
- هاسمیک - در نقش شاکه
- آوت آوتیسیان - در نقش برو
- میکائیل مانوئلیان - در نقش تومو
- مکرتیچ جانان - در نقش خانو
- گریگور آودیان - در نقش یوسُف
- تیگران آیوازیان - در نقش شیخ
- ل. زاواریان - در نقش زینه
- خاچاطور آبراهامیان - در نقش خورشود
- ک. گقامیان - در نقش '
- گ. یغیازاریان - در نقش '
- س. میرزویان - در نقش بدرک